# Daniel Segers
Pour les articles homonymes, voir Segers.
Daniel Segers, né le 1er février 2001, est un athlète belge, spécialiste du 400 mètres. Il est champion de Belgique d'athlétisme en salle 2025 de cette épreuve et médaille d'argent au Relais mondiaux 2025 avec l'équipe de Belgique masculine de relais 4 × 400 mètres.

## Biographie
Daniel Segers est né le 1er février 2001 d'un père anversois et d'une mère nigériane. Il est originaire de Denderleeuw en Flandre orientale. 
Il fait des études secondaires sportives à Gand avant de se lancer dans une maîtrise en informatique et management. 
Il commence l'athlétisme à l'âge de six ans. Segers a d'abord concentré sa carrière d'athlète sur le 100 mètres, le saut en longueur et le décathlon. En 2019, il remporte à 18 ans l'épreuve du saut en longueur aux Championnats de Belgique d'athlétisme 2020 à Bruxelles avec un saut à 7,89 mètres. 
Par la suite, des blessures répétitives encourues avec le décathlon et le saut en longueur le convainquent de passer au 400 mètres. Les bonnes performances s'enchaînent avec le retour de sa forme physique sur cette distance. En février 2025, Daniel Segers s'impose en 46 s 47 sur 400 mètres aux Championnats de Belgique d'athlétisme en salle à Gand. En mai 2025, aux Relais mondiaux de la World Athletics, l'équipe de Belgique masculine de relais 4 × 400 mètres. (Jonathan Sacoor, Robin Vanderbemden, Daniel Segers et Alexander Doom) remporte la médaille d'argent en terminant en 2 min 58 s 19. 
Le 24 juin 2025, Daniel Segers remporte le 400 mètres lors de la réunion du World Athletics Continental Tour disputée à Ostrava. Avec un record personnel de  44 s 63, il se qualifie pour les Championnats du monde d'athlétisme 2025 à Tokyo en septembre.
Le 3 août 2025, il devient vice-champion de Belgique du 400 m lors des Championnats de Belgique 2025.
Segers a été affilié à l'Atletiekclub VITA à Ninove et à l'Eendracht Alost avant de rejoindre fin 2019 le Royal Excelsior Sports Club Brussels. Après avoir été entraîné par Cédric Nolf et Jacques Borlée, Jonathan Borlée et Kevin Borlée sont devenus en 2025 ses entraîneurs attitrés. Depuis décembre 2024, il est sportif sous contrat mi-temps Adeps-pro.

## Records
| Épreuve   | Performance   | Lieu    | Date         |
| --------- | ------------- | ------- | ------------ |
| 400 m     | 44 s 63       | Ostrava | 24 juin 2025 |
| 4 × 400 m | 2 min 58 s 19 | Canton  | 11 mai 2025  |

| Épreuve | Performance | Lieu      | Date        |
| ------- | ----------- | --------- | ----------- |
| 400 m   | 46 s 11     | Apeldoorn | 7 mars 2025 |